# Norman Bethune
Henry Norman Bethune (Gravenhurst, 30 marzo 1890 – Contea di Tang, 12 novembre 1939) è stato un medico canadese, noto anche col nome cinese Bái Qiú'ēn (白求恩), che fu attivo durante la guerra civile spagnola e nella seconda guerra sino-giapponese.

## Biografia
Apparteneva ad una famiglia di origini scozzesi. Un suo bisnonno, il reverendo John Bethune, aveva fondato la prima chiesa presbiteriana a Montréal. Dopo la laurea in chirurgia toracica, esercitò a Montréal, spesso gratuitamente per i poveri. Iscrittosi nel 1935 nel Partito Comunista Canadese, si recò come chirurgo in Spagna (1936-1937) durante la Guerra civile e in Cina (1938-1939), dove operò nel campo della chirurgia delle ferite di guerra.

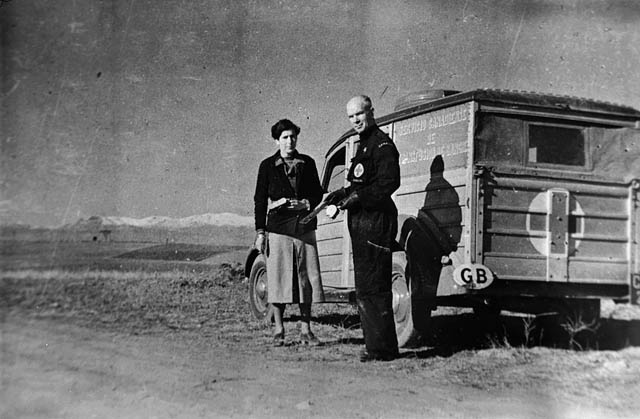
Bethune con una delle sue unità trasfusionali mobili

In Spagna sviluppò le unità mediche mobili che furono prese a modello per creare in seguito le M.A.S.H., Mobile Army Surgical Hospital. A causa delle necessità belliche sviluppò anche il primo metodo pratico per il trasporto del sangue.
Morì a causa di una sepsi causata da una ferita da taglio durante la seconda guerra sino-giapponese mentre era nell'VIII Armata dell'Esercito Popolare di Liberazione, formata da reduci della Lunga marcia.
Quasi sconosciuto in Canada durante la vita, fu noto a tutti i cinesi per il tributo che gli dedicò Mao Tse-tung nei suoi scritti, e particolarmente nel saggio: In memoria di Norman Bethune (tit. orig.: 紀念白求恩), in cui si dava notizia degli ultimi mesi di Bethune in Cina e iniziava con una storica lode: «Come internazionalista privo di egoismo il dottor Bethune servì come modello a qualsiasi essere umano». Con l'inclusione dello scritto nell'antologia del Libretto Rosso il suo nome divenne probabilmente quello dell'occidentale più noto in Cina negli anni sessanta.

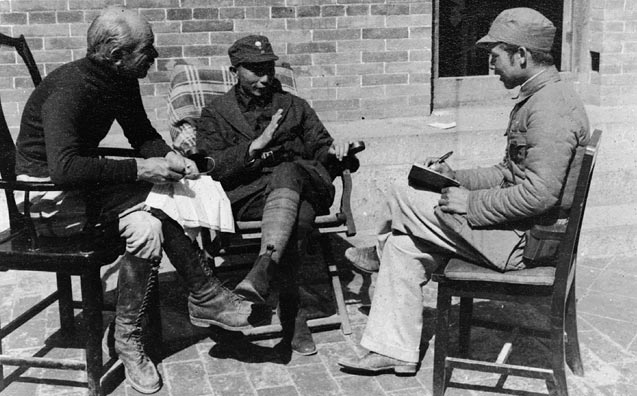
In Cina, 1938

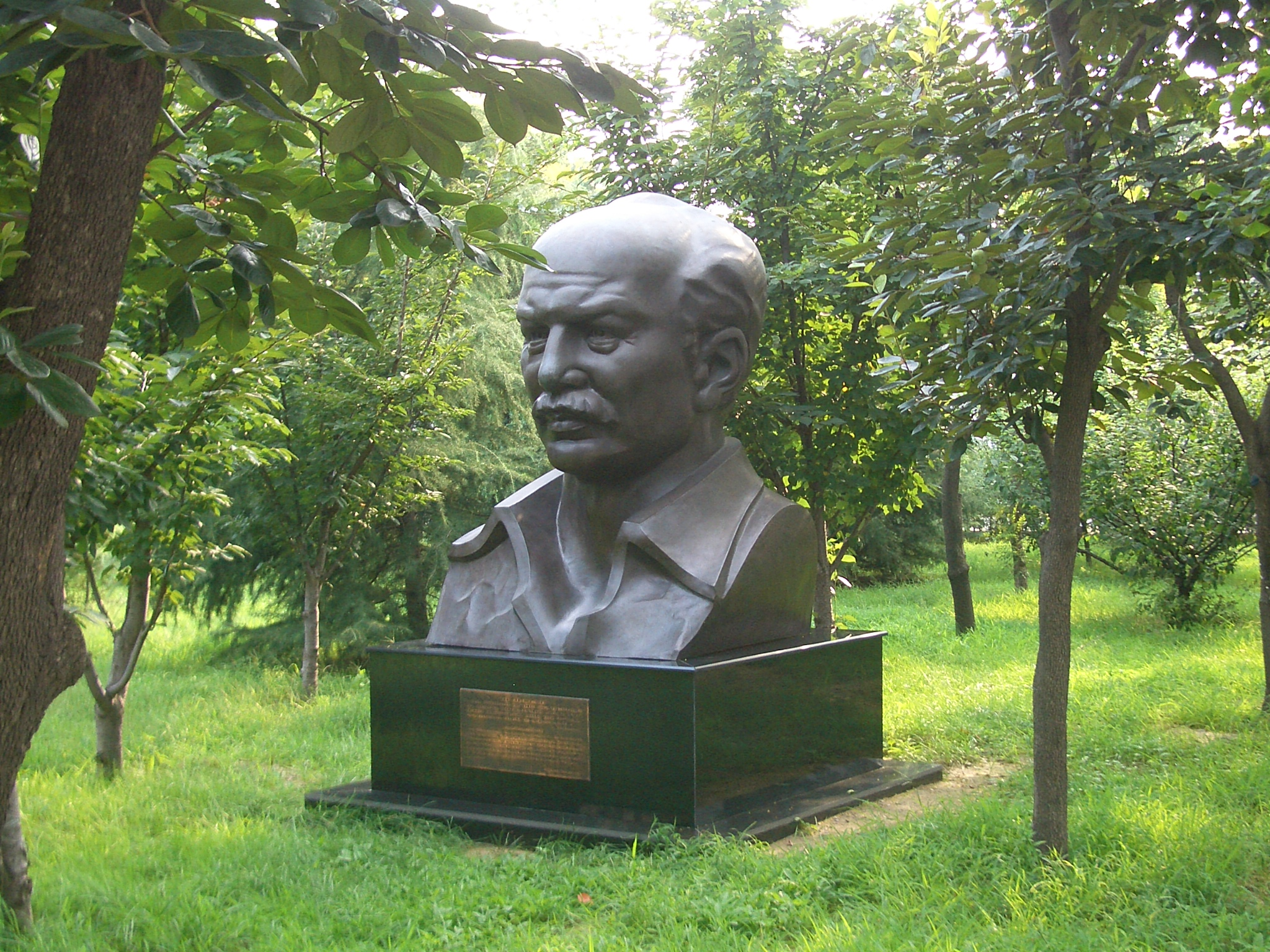
Statua di Bethune nella Fortezza di Wanping, Pechino

A differenza della valutazione di Mao, basata sulle convinzioni internazionaliste di Bethune, in occidente si avanzarono anche altre spiegazioni per il suo agire gratuito a favore dei feriti nei campi di battaglia così distanti dal Canada, principalmente facendo della motivazione esclusivamente umanitaria la prima molla per l'azione.
Tuttavia la sua azione in Spagna fu volta contro il fascismo, e anche in Cina, come nota la sua biografia scritta da Larry Hannant, si rifiutò di servire il governo nazionalista di Chiang Kai-shek. Norman Bethune era membro del Partito Comunista Canadese ed aveva quasi cinquant’anni quando venne inviato dai partiti comunisti del Canada e degli Stati Uniti ad aiutare la Cina nella Guerra di Resistenza contro il Giappone.(Sydney Gordon e Ted Allan , Il bisturi e la spada. La storia di Norman Bethune ;titolo originale : The Scalpel,the Sword : Boston 1953, traduz. Italiana Dario Paccino,Milano Feltrinelli 1955,1969 ).
Bethune fu uno dei primi nel mondo anglosassone a sostenere la necessità di un sistema sanitario universale e gratuito, dopo averne visto i vantaggi in un suo viaggio in Unione Sovietica.
I due film a lui dedicati: Bethune (1977) e Bethune: The Making of a Hero (1990) vedono Donald Sutherland impersonarlo.
Nel 1998 fu votato il suo ingresso nella Canadian Medical Hall of Fame.